# Pawhuska
Pawhuska är administrativ huvudort i Osage County i Oklahoma. Orten har fått sitt namn efter en osagehövding. Enligt 2010 års folkräkning hade Pawhuska 3 584 invånare.